# اندام درون‌رونده
اندام درون‌رو، اندام درون‌رونده یا اندام پیش‌رونده (به انگلیسی: Intromittent organ)، هر اندام بیرونی جاندار نر است که برای تحویل اسپرم در هنگام جفت‌گیری تخصصی شده‌است. اندام‌های درون‌رونده اغلب در گونه‌های خشکی‌زی یافت می‌شوند، زیرا بیشتر گونه‌های آبزی غیرپستاندار تخم‌های خود را در بیرون از بدن بارور می‌کنند، اگرچه استثنائ‌هایی نیز وجود دارد. برای بسیاری از گونه‌های موجود در قلمرو جانوری، اندام درون‌رونده نر یکی از ویژگی‌های لقاح درونی است.

## گونه‌هایی با اندام‌های درون‌رونده

### بی‌مهرگان
- نرم‌تنان
- عنکبوتیان
- هزارپایان
- حشرات

### مهره‌داران

#### ماهیان
در اعضای نر Chondrichthyes (کوسه‌ها و پرتوها)، و همچنین پلاکودرم‌های منقرض‌شده، باله‌های شکمی دارای گیره‌های تخصصی هستند. در هنگام جفت‌گیری، یک گیره در پارگین ماده وارد می‌شود و اسپرم توسط بدن نر از طریق شیاری به داخل ماده ریخته می‌شود.

#### چهاراندامان

##### پستانداران
همه پستانداران نر آلت تناسلی دارند. حشره‌خواران، خفاش‌ها، جوندگان، گوشت‌خواران، و بیشتر نخستی‌ها (اما نه انسان‌ها) استخوانی به نام نره‌استخوان یا اواس آلت تناسلی دارند که آلت تناسلی را برای همیشه سفت می‌کند. در هنگام جفت‌گیری، خون آلت تناسلی از پیش سفت‌شده را متورم می‌کند و سبب نعوظ کامل می‌شود.
آلت تک‌سوراخیان به‌طور متفاوتی غیرعادی هستند. پلاتیپوس دارای یک آلت تناسلی با نوک دولُبی (دولبه) است، اگرچه کل محور در جفت‌گیری قرار می‌گیرد، احتمالاً هر دو شاخه رحم را درگیر می‌کند، اما آلت تناسلی اکیدنه در واقع دارای چهار سر است که تنها دو سر در آن واحد عمل می‌کنند. هم تک‌سوراخیان و هم حفار کیسه‌دار تنها پستاندارانی هستند که آلت تناسلی درونی دارند و به جای بیرون از آن مانند دیگر پستانداران، روی دیواره پارگین قرار دارند.
بیشتر آلت تناسلی کیسه‌دار به شکل‌های مختلف چنگالی می‌شوند یا به دو قسمت تقسیم می‌شوند که شبیه نیمه‌آلت هستند. در گونه‌های کیسه‌دار مختلف، اشکال آن‌ها به اندازه‌ای مشخص است که برای طبقه‌بندی مهم باشد.

##### پرندگان =
اگرچه پرندگان از طریق لقاح درونی تولیدمثل می‌کنند، ۹۷٪ از نرها به‌طور کامل بدون یک اندام درون‌رونده عملکردی هستند. برای ۳ درصد از پرندگانی که دارای اندام درون‌رونده هستند، جفت‌گیری از طریق وارد کردن مختصر اندام نر به داخل واژن پیش از انزال انجام می‌شود. از طرف دیگر، برای اکثریت قریب به اتفاق پرندگان - گروهی شامل نزدیک به ۱۰۰۰۰ گونه - انتقال اسپرم از طریق تماس پارگین بین نر و ماده، در مانوری به نام "بوسه پارگین" ("cloacal kiss") رخ می‌دهد. پرندگان یکی از تنها گروه‌هایی هستند که از طریق لقاح درونی تولیدمثل می‌کنند اما به‌طور پیوسته اندام درون‌رونده را از دست داده‌اند.
شترمرغ‌های نر آلت تناسلی مخروطی‌شکل دارند که در پایه پهن‌تر است.
شناخته شده‌است که در اکثر گونه‌های دیرین‌آروارگان و غازسانان یک اندام درون‌رونده عملکردی وجود دارد. غازسانان (پرندگان آبزی) با توجه به تنوع بالا در ریخت‌شناسی اندام درون‌رونده، گروهی جالب برای مطالعه هستند. اندام‌های درون‌رونده پرندگان آبزی از نظر طول بسیار متفاوت هستند، اغلب با برجستگی‌های سطحی (هم خارها و هم شیارها) مشخص می‌شوند و گاهی در خلاف جهت عقربه‌های ساعت مارپیچی می‌شوند. اردک‌های نر دارای آلت تناسلی هستند که در امتداد دیواره شکمی پارگین در هنگام سست شدن پیچیده شده‌است و ممکن است در حالت نعوظ شکل مارپیچی پیچیده‌ای داشته باشد. گوناگونی اندام درون‌رونده پرندگان آبزی به احتمال زیاد به دلیل مسابقه تسلیحاتی بین‌جنسی ناشی از سیستم جفت‌گیری است که در آن جفت‌های اضافی اجباری مکرر است.